# Адміністративний устрій Первомайського району (Харківська область)
Адміністративний устрій Первомайського району — адміністративно-територіальний поділ Первомайського району Харківської області на 18 сільських рад, які об'єднують 58 населених пунктів та підпорядковані Первомайській районній раді. Адміністративний центр — місто Первомайський, що є містом обласного значення і до складу району не входить.

## Список радПервомайського району
| №  | Назва                           | Центр             | Населені пункти                                                                        | Площа км² | Місце за площею | Населення (2001), чол. | Місце за населенням |
| -- | ------------------------------- | ----------------- | -------------------------------------------------------------------------------------- | --------- | --------------- | ---------------------- | ------------------- |
| 1  | Берецька сільська рада          | c. Берека         | c. Берека c-ще Трійчате                                                                |           |                 |                        |                     |
| 2  | Верхньобишкинська сільська рада | c. Верхній Бишкин | c. Верхній Бишкин                                                                      |           |                 |                        |                     |
| 3  | Верхньоорільська сільська рада  | c. Верхня Орілька | c. Верхня Орілька                                                                      |           |                 |                        |                     |
| 4  | Грушинська сільська рада        | c. Грушине        | c. Грушине c. Високе c. Калинівка c. Караченців c. Кашпурівка c. Маслівка              |           |                 |                        |                     |
| 5  | Дмитрівська сільська рада       | c. Дмитрівка      | c. Дмитрівка c. Мар'ївка                                                               |           |                 |                        |                     |
| 6  | Єфремівська сільська рада       | c. Єфремівка      | c. Єфремівка c-ще Троїцьке c. Новоберецьке c. Семенівка                                |           |                 |                        |                     |
| 7  | Закутнівська сільська рада      | c. Закутнівка     | c. Закутнівка c. Веселе                                                                |           |                 |                        |                     |
| 8  | Картамиська сільська рада       | c. Картамиш       | c. Картамиш c. Крутоярка c. Лозівське c. Миколаївка c. Степове                         |           |                 |                        |                     |
| 9  | Киселівська сільська рада       | c. Киселі         | c. Киселі c. Кам'янка c. Перерізнівка                                                  |           |                 |                        |                     |
| 10 | Красненська сільська рада       | c. Красне         | c. Красне c. Задорожнє c. Нова Семенівка c. Нове c. Червоне                            |           |                 |                        |                     |
| 11 | Миронівська сільська рада       | c. Миронівка      | c. Миронівка c. Кіптівка c. Новоєгорівка c. Тимченки                                   |           |                 |                        |                     |
| 12 | Михайлівська сільська рада      | c. Михайлівка     | c. Михайлівка c. Берестки c. Сумці                                                     |           |                 |                        |                     |
| 13 | Одрадівська сільська рада       | c. Одрадове       | c. Одрадове c. Красиве c. Максимівка c. Рокитне c. Шевченкове                          |           |                 |                        |                     |
| 14 | Олексіївська сільська рада      | c. Олексіївка     | c. Олексіївка                                                                          |           |                 |                        |                     |
| 15 | Слобідська сільська рада        | c-ще Слобідське   | c-ще Слобідське                                                                        |           |                 |                        |                     |
| 16 | Ржавчицька сільська рада        | c. Ржавчик        | c. Ржавчик c. Радомислівка                                                             |           |                 |                        |                     |
| 17 | Роздольська сільська рада       | c. Роздолля       | c. Роздолля c-ще Краснопавлівське c. Крюкове c. Шульське                               |           |                 |                        |                     |
| 18 | Суданська сільська рада         | c. Суданка        | c. Суданка c-ще Біляївка c. Булацелівка c. Зеленівка c. Паризьке c. Петрівка c. Побєда |           |                 |                        |                     |

* Примітки: м. — місто, с-ще — селище, смт — селище міського типу, с. — село